# Света Богородица (Шешково)
„Света Богородица“ (на македонска литературна норма: „Рождество на Пресвета Богородица“) е възрожденска православна църква в тиквешкото село Шешково, централната част на Северна Македония. Част е от Повардарската епархия на Македонската православна църква.
Църквата е гробищен храм и е разположена северозападно от селото. Изградена е в 1872 година според надписа над западния вход, в нишата с образа на Света Богородица. Тремът и дървената камбанария са в развалини. Вътрешността на църквата е покрита със стенописи. Зографи са Петре и синът му Глигор от дебърското село Тресонче. Селският събор е на Малка Богородица.